# بيتر جود
بيتر جود (29 أبريل 1938 في المملكة المتحدة - ) (بالإنجليزية: Peter Judd)‏ هو لاعب كريكت بريطاني. لعب مع نادي مقاطعة سري للكريكت ‏.

## وصلات خارجية
- بيتر جود على موقع إي آس بي آن كريك إنفو (الإنجليزية)